# Комарець Максим Леонідович
Максим Леонідович Комарець (нар. 23 травня 2002) — український футболіст, захисник «Львова».

## Клубна кар'єра
Кар'єру розпочав у футзалі. У сезоні 2018/19 років виступав за «Копу» в третій лізі Львова з футзалу (13 матчів, 1 гол). Першу частину сезону 2019/20 років провів в юніорському чемпіонаті України за «Львів». У футболці першої команди дебютував 19 липня 2020 року в програному (0:2) домашньому поєдинку 32-о туру Прем'єр-ліги проти «Маріуполя». Максим вийшов на поле в стартовому складі, а на 79-й хвилині його замінив Андрій Вичіжанін. По завершенні матчу головний тренер «городян» Георгій Цецадзе зазначив, що «він [Максим Комарець] добре зіграв».

## Кар'єра в збірній
Виступав за юнацьку збірну України (U-18).